# 9GOATS BLACK OUT
«9GOATS BLACK OUT» — японський visual kei гурт, створений у місті Ніїгата. Група підписувала контракт з незалежним лейблом Dalli [Архівовано 22 квітня 2014 у Wayback Machine.].

## Історія
Група була утворена у 2007 році. Після розпаду групи Gullet у 2004 році, Рьо став зосереджений на своїй проєктній роботі, віддаляючи себе від музичних заходів протягом трьох років. Гітарист Ута і басист Хаті запитали його, чи хоче він працювати з ними. У першому інтерв'ю з групою на «JaME» Хаті пояснює початок шляху так:
Ми знали, що Рьо зробив головну роботу і творчість, і ми думали, його проєкти були дуже крутими. Таким чином, ми попросили його спроєктувати нашу альбомну обкладинку, яка була б дійсно початком нашої співпраці з ним. Ми не думали, про спільну роботу з ним у групі в той час. Після цього наша група розпустилася, і ми приїхали до Токіо кажучи: «ми зробимо групу в Токіо».
Після прийняття Рьо, група почала працювати разом в Токіо. У грудні 2007 року вони створили незалежний лейбл «Dalli» і свій офіційний сайт. Вони закінчили запис свого першого альбому, Devils in Bedside. У зв'язку зі збільшенням кількості замовлень, додаткові копії були зроблені з альбому після його випуску. У вересні того ж року, група випустила свій перший сингл «Sleeping Beauty», який досяг 161-ше місце на Oricon чарті синглів. Потім вони зіграли ще два окремі концерти і почати свій тур восени. 2008 року вони виступали з групою Sugar і випустили мініальбом Black Rain. 9Goats Black Out зробив ще дві загальнонаціональні тури, що відбулися в Осаці, Нагоя і Токіо під назвами «Howlingbird at the Hell» і «Bright Garden», останній мав аналогічну назву на їх наступному релізу, в DVD. Один рік по тому, вони почали записувати свій перший повноцінний альбом, Tanatos (як натяк на смерть); який пізніше вийшов у березні.

### Походження назви
Коли вокалісту групи, Рьо, було поставлено питання про значення імені його групи, він пояснив, що ім'я було сформовано з номером «9», від його дати народження (19 січня), і слово «Goats», на основі його знака зодіаку (Козоріг). Рьо потім завершив назву групи зі словами «Black» і «Out».

### Призупинення та повернення
Навесні 2010 року група офіційно оголосила, що вони на творчій паузі після виходу з гурту їх барабанщика, Акі, що покинув групу. Група продовжувала виступати на різних концертах з різними групами під назвою «Baphomet», граючи 9Goats Black Out пісні з додаванням Хіроші Сасабуші (екс-Plastic Tree, Cuckoo) на барабанах.
Січень 2011 року ознаменував повернення групи з новим турне під назвою «Melancholy Pool». До кінця квітня вони почали тур «Inu no Atama to Kuroyagi Suupu» (Dog Head's and Black Goat's Soup) із хард-рок групою Inugami Circus-dan. У середині того ж року, перебуваючи в турі, вони випустили новий DVD з одним зі своїх виступів у січні в «Shibuya O-West». До цього часу Такумі був оголошений новим додатковим барабанщиком.
9Goats Black Out були номіновані Buck-Tick за пісню «Speed» для компіляції Crush! 2 −90's V-Rock Best Hit Cover Songs-, що вийшов 23 листопада 2011 року і є поточним жанром Visual Kei, що охоплюють пісні від гуртів, які були важливі для 1990-х років візуального руху Kei.
Група продовжувала своє турне по 2012 рік включно, беручи участь з іншими музикантами. У січні вони мали спільний тур з Amber Gris. З лютого по березень, вони працювали з Moran і Dolly.
Нині, станом на 2013 рік, Юта (гітара) виступає з групою «Sukekiyo», що був сформований вокалістом «Кьо» з групи «Dir En Grey» з іншими відомими японськими музикантами.

## Розпуск
9Goats Black Out був розформований із заключного концерту 9 лютого 2013 року, з подальшим випуском їх останнього альбому.

## Учасники
- Рьо — вокал (екс-D'elsquel, екс-Galruda, екс-Gullet)
- Юта — гітара (екс-Laypua, екс-Layarch, екс-Rayarch)
- Хаті — бас (екс-Laypua, екс-Luberie, екс-Rayarch)

### Опорні елементи
- Такумі — барабани (2011—2013, екс-Virgil)

### Колишні члени підтримка
- Акі — ударні (2007—2010, екс-Sin, екс-Gullet, екс-Clozet)
- Акая — клавіатура і маніпуляції (2007—2012)

## Дискографія

### Альбоми
- Devils in Bedside (30 квітня 2008)
- Black rain (14 лютого 2009)
- Tanatos (24 березня 2010)
- Calling (11 грудня 2012)
- Archives (29 травня 2013)

### Сингли
- «Sleeping Beauty» (9 вересня 2008)
- «Rorschach Inkblot» (10 серпня 2011)
- «Draw» (9 листопада 2011)
- «Karte» (14 лютого 2012)

### DVDs
- Bright Garden (25 липня 2009)
- Melancholy Pool (23 квітня 2011)